# 黃茂 (副榜)
黃茂（越南语：／，1856年—？年），原名黃扉（越南语：／），越南阮朝官員。

## 生平
黃茂是乂安省演州府瓊瑠縣富厚總瓊堆村（今屬乂安省瓊瑠縣瓊堆社）人，嗣德九年（1856年）出生。成泰六年（1894年），黃茂參加乂安場鄉試，考中解元。次年（1895年），黃茂會試中格，庭試考中副榜。後仕至鴻臚寺少卿。